# Balanites aegyptiaca
Balanites aegyptiaca là một loài thực vật có hoa trong họ Zygophyllaceae. Loài này được (L.) Delile miêu tả khoa học đầu tiên năm 1813.